# Innokentij Annenskij
Innokentij Annenskij (på ryska: Инноке́нтий Фёдорович А́нненский) född 1 september 1856 i Omsk, död 13 december 1909 i Sankt Petersburg, var en rysk författare och översättare.
Asteroiden 3724 Annenskij är uppkallad efter honom.